# Georg Carlgren
Georg Henrik Carlgren, född 8 augusti 1837 i Grangärde socken, Kopparbergs län, död 5 juni 1906 i Falun, var en svensk ingenjör. 
Carlgren blev student vid Uppsala universitet 1855. Han var arbetschef vid Skutskärs såganläggning 1868–1870 under den tid verksamheten startade. Han medverkade ofta i fackvetenskapliga tidskifter och hans arbeten var av betydelse för svensk sågverksindustri. Carlgren utgav 1886 Handledning vid flottningar och strömbyggnader. Han ägde och bebodde bergsmansgården i byn Gruvriset strax utanför Falun. 
Georg Carlgren var far till Oskar Carlgren och Waldemar Carlgren samt bror till Wilhelm Carlgren.